# Ромны (Алтайский край)

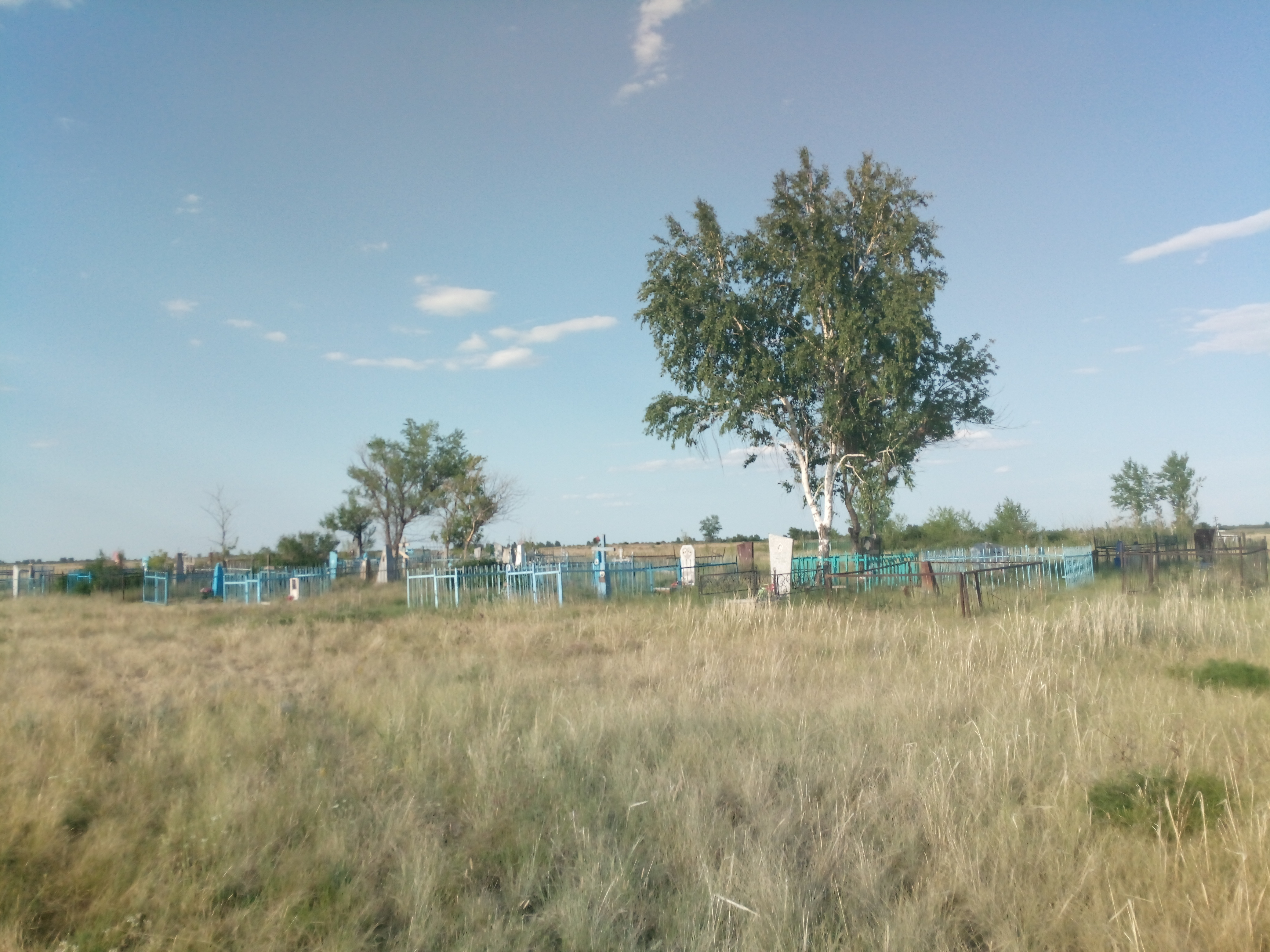

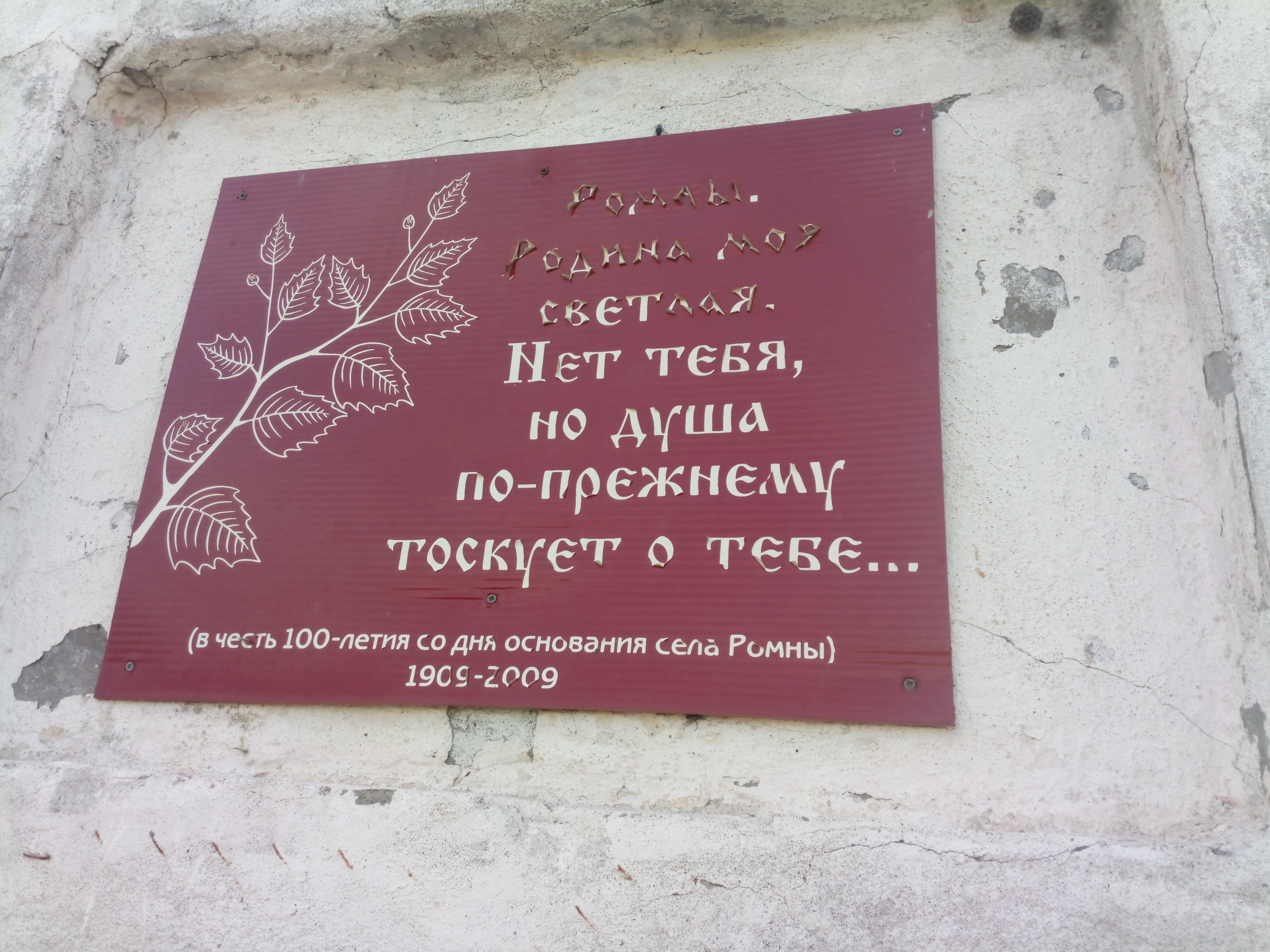

Ромны — упразднённое село в Табунском районе Алтайского края. Находилось на территории Алтайский сельсовет. Ликвидировано в 1993 г.

## География
Располагалось 5,5 к северо-востоку от села Лебедино.

## История
Основано в 1909 году. В 1928 г. посёлок Ромны состоял из 106 хозяйств. Центр Ромненского сельсовета Славгородского района Славгородского округа Сибирского края.

## Население
В 1928 году в посёлке проживало 555 человек (278 мужчин и 277 женщин), основное население — украинцы.